# Histoire de la Malaisie

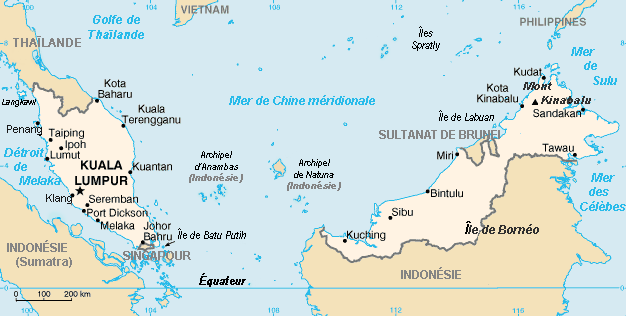
Malaisie au présent

La Malaisie actuelle résulte de l'entrée en 1963 des territoires britanniques de Bornéo devenus indépendants, Sabah et Sarawak, dans la fédération de Malaisie (1948-1963), elle-même devenue indépendante en 1957.
En 2024, la population du pays est d'environ 33 millions d'individus, se dénommant Malaisiens/Malaisiennes sans se soucier des anciennes appellations de Chinois de Malaisie ou d'Indiens de Malaisie.
La diaspora malaisienne (en) est estimée à 2 millions.
Pour mémoire, la population globale était (en millions) de 30 en 2013, 20 en 1994, 15 en 1983, 10 en 1967, 8 en 1960, 5 en 1949.

## Préhistoire & protohistoire
- Humains archaïques en Asie du Sud-Est (en)
- Préhistoire de l'Asie du Sud-Est
- Histoire génétique des Est-Asiens (en)
- Insulinde, Austronésiens (3500-2000 AEC), Australoïde, Hoabinhien
- Bateaux austronésiens (en)
- Peuplement de l'Asie du Sud-Est
- Sites archéologiques d'Asie du Sud-Est
- Archéologues du Sud-Est asiatique (en)
- Histoire de la culture du riz (en) (11500 AEC, Chine)
- Plantes et animaux domestiqués d'Austronésie (en)
- Groupes ethniques de l'Asie du Sud-Est (en)
- Langues malayo-polynésiennes (langues austronésiennes)

## Jusqu'auXVesiècle
On a trouvé dans la vallée de Bujang des vestiges hindou-bouddhiques qu'on a datés du IVe ou Ve siècle apr. J.-C.
Le Nagarakertagama, un poème épique écrit en 1365 dans le royaume javanais de Majapahit, mentionne, parmi les quelque cent « contrées tributaires » du royaume, les noms de Kalanten (Kelantan), Keda (Kedah), Kelang (Klang dans l'État de Selangor), Lengkasuka (Langkasuka), Pahang et Tringgano (Terengganu). En réalité, le territoire contrôlé par Majapahit ne s'étendait que sur une partie de l'est et du centre de Java. Les « contrées tributaires » étaient en fait des comptoirs formant un réseau commercial dont Majapahit était le centre. Majapahit y envoyait des dignitaires dont le rôle était de s'assurer que ces comptoirs ne s'adonnaient pas à un commerce privé qui échapperait au royaume.
Selon la tradition, Parameswara, un prince de Palembang dans le sud de Sumatra, refusant la suzeraineté de Majapahit, se réfugie sur l'île de Temasek (l'actuelle Singapour), puis s'établit finalement sur la côte ouest de la péninsule Malaise vers 1400 et fonde Malacca. Une mission chinoise se rend à Malacca en 1403.
Située en un point de passage obligé pour les échanges maritimes entre l'Inde et la Chine que contrôlent les marchands musulmans, Malacca devient le port le plus important d'Asie du Sud-Est. Le grand amiral chinois musulman Zheng He, qui mène sept expéditions vers l'Inde, le Moyen-Orient et l'Afrique de l'Est entre 1405 et 1433, fait plusieurs fois escale à Malacca. Les souverains de Malacca se convertissent à l'islam.
Une inscription à Pengkalan Kempas dans le Negeri Sembilan témoigne de la transition en train de s'opérer dans le pays. Écrite en malais, elle est constituée de deux parties. L'une est dans une écriture d'origine indienne semblable à celle de deux pierres tombales trouvées à Minye Tujuh (ms) en Aceh, dans le nord de Sumatra. Cette partie porte la date de 1385 de l'ère hindoue Saka, soit 1463 apr. J.-C. L'autre est rédigée en alphabet arabe.

Expansion de l'hindouisme (Indosphère)
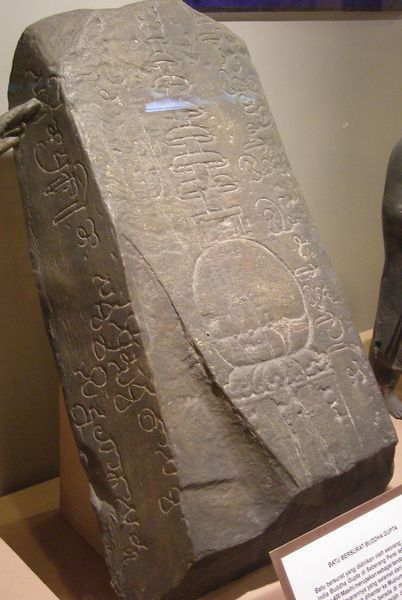
Stèle Buddha-Gupta stone (350-450), dédiée par un marchand indien (à Seberang Perai)
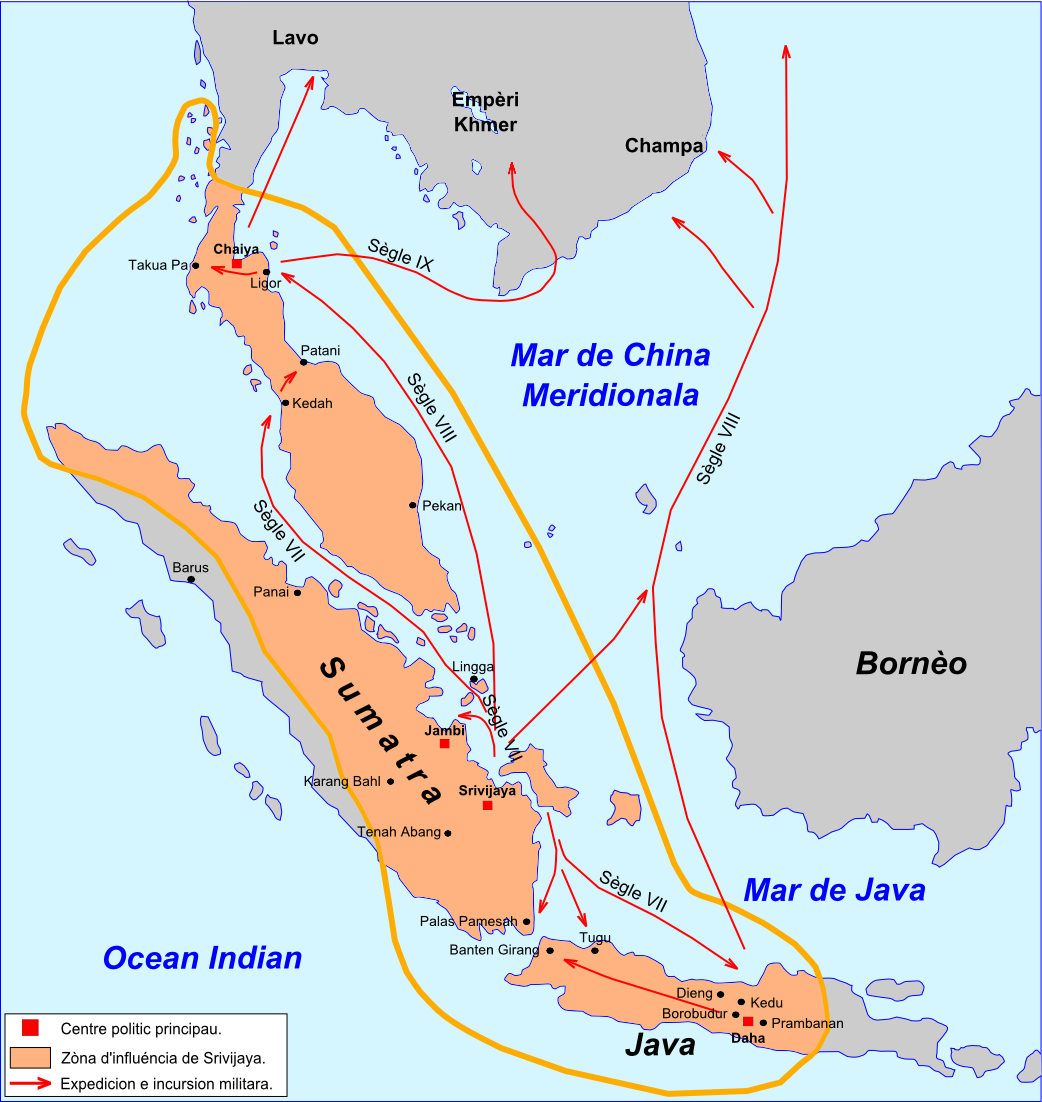
Puissance de Srivijaya vers 650-850
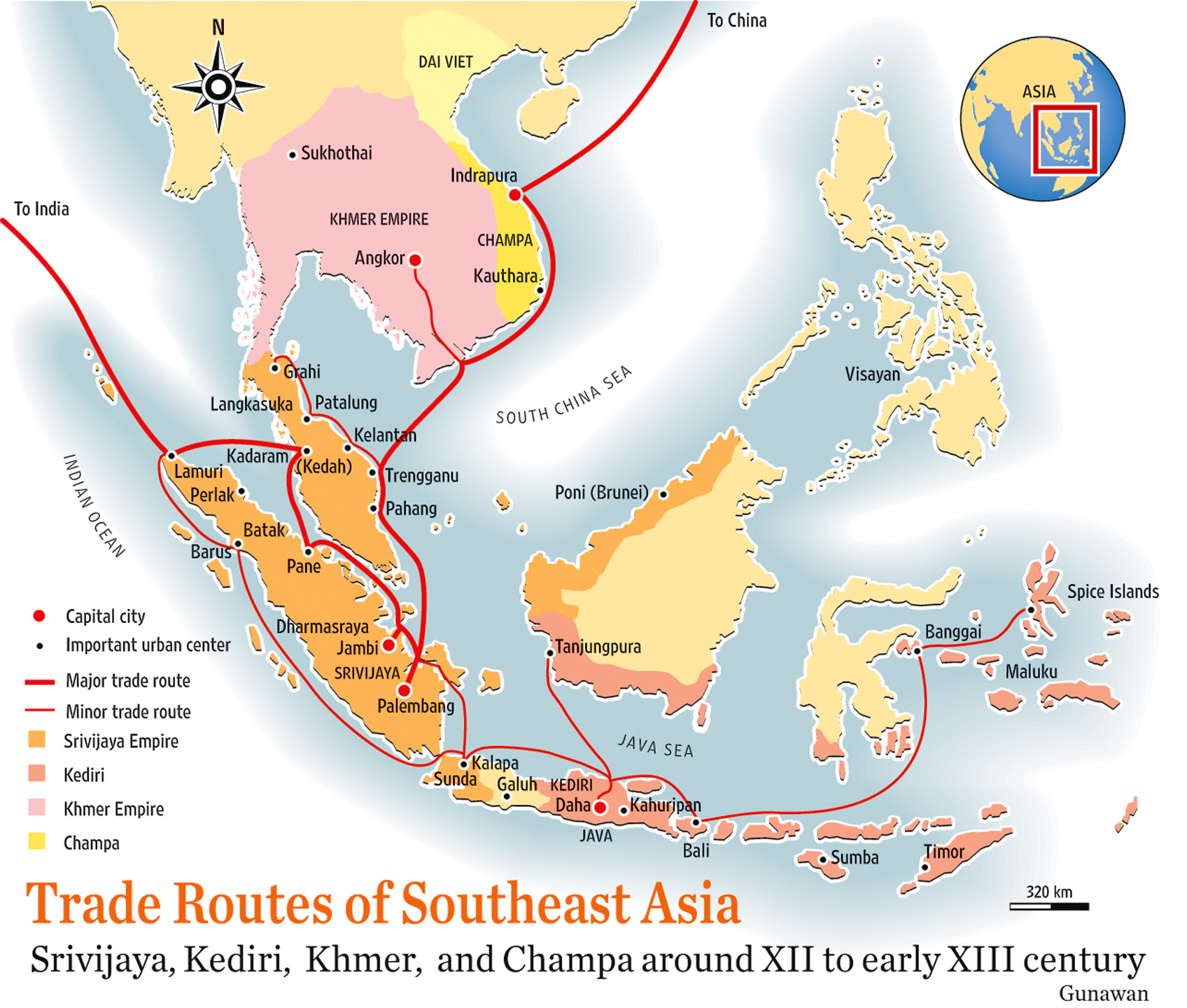
Routes commerciales en Asie du Sud-Est vers 1200
Expansion du royaume de Majapahit 1292-1500c

- Histoire de l'influence indienne en Asie du Sud-Est (dès 500 AEC)
- Indosphère
- Sanskritisation (en)
- Liste de royaumes, empires et dynasties hindous (en Inde et hors d'Inde) (en)
- Royaume de Langkasuka (en) (150c-1475)
- Bouddhisme en Malaisie
- Hindouisme en Malaisie (en) (1 720 000 hindouistes en 2010, 1 940 000 en 2020, estimations)
- Royaume de Tambralinga (897–1365)
- Atisha (982-1054), moine voyageur indien bengali bouddhiste
- Sriwijaya (650-1377), cité-État, thalassocratie commerciale (Sumatra), Invasion Chola de Sriwijaya (1025-1026)
- Campagne de Rajendra I en Asie du Sud-Est (en) (1025-1068)
- Histoire de l'Islam en Asie du Sud-Est (en) (dès 878 à Malacca) (tombe musulmane à Brunei en 1264), Islam en Malaisie, Syariah (Malaisie)
- Sultanat de Kedah (1136)
- Royaume de Majapahit (1292-1527)
- Malacca (État) (1400), Sultanat de Malacca (1402-1511)
- Sultanant de Brunei (1405-présent)
- Johor, Sultanat de Johor (1528-1855, 1886-1942) (?)

## L'arrivée des Européens (XVIeetXVIIesiècles)

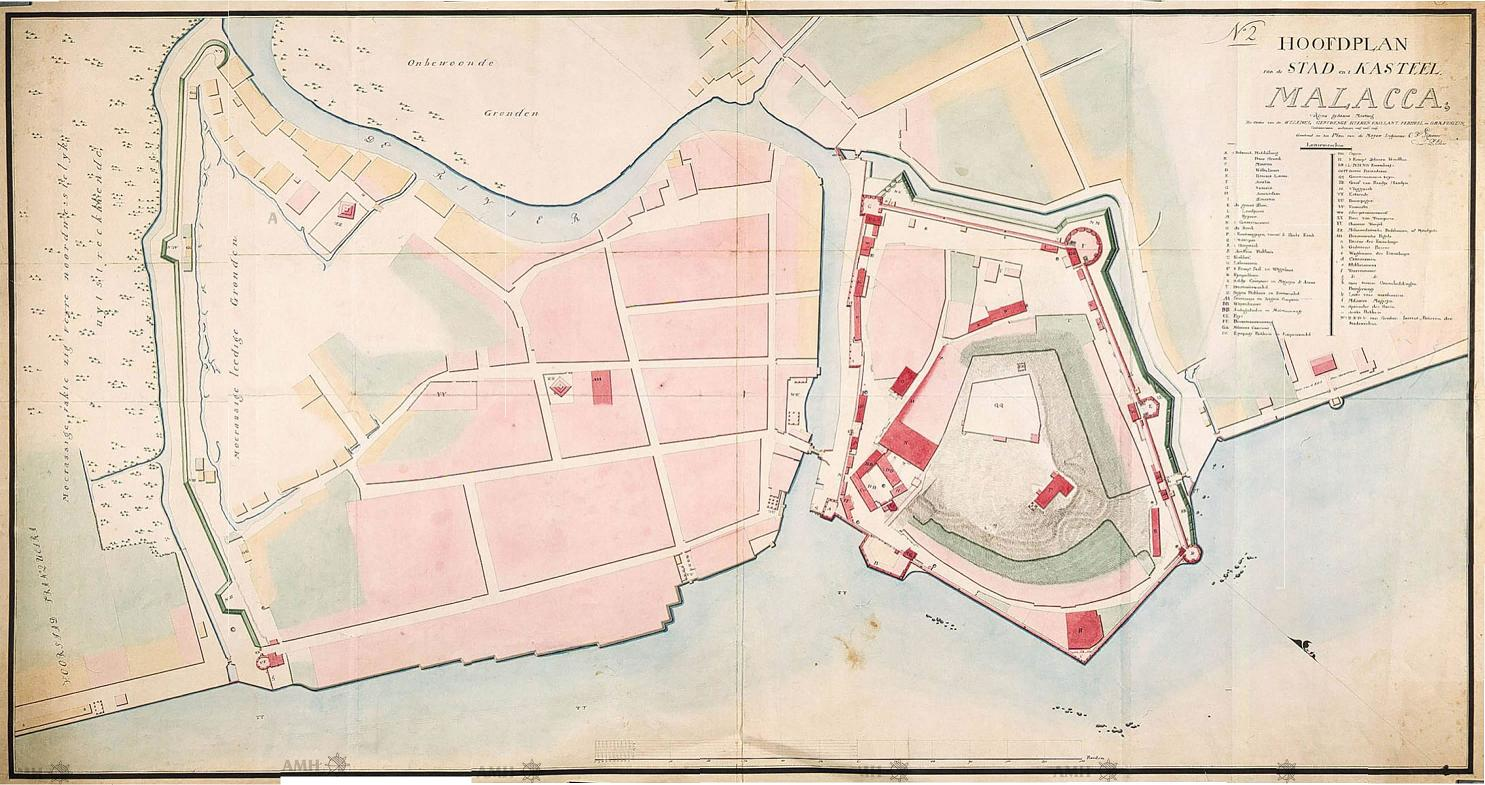
Fort hollandais de Malacca en 1780

Au XVIe siècle, les Européens attirés par le commerce des épices arrivèrent après avoir cherché la route des Indes orientales pour supplanter le monopole arabe du commerce. Les Portugais, les Néerlandais et les Britanniques se sont successivement disputés le contrôle du détroit.
En 1511, une flotte portugaise partie de Goa en Inde sous le commandement du vice-roi Afonso de Albuquerque, s'empare de Malacca. Le sultan Mahmud déplace sa cour dans plusieurs lieux de la péninsule, pour finalement fonder Johor à la pointe sud en 1518. Johor tente à plusieurs reprises de reconquérir Malacca, sans succès. En 1536, une attaque portugaise inflige de telles pertes à Johor que le sultan Alauddin Riayat Shah I (règne 1529-64?) doit traiter avec eux.
La prospérité de Malacca reposait sur un réseau commercial dans lequel les Portugais n'arrivent pas à s'intégrer. Malacca périclite rapidement.
Le royaume d'Aceh dans le nord de Sumatra parvient à capter une part importante de l'activité des marchands musulmans. Les XVIe et XVIIe siècles sont marqués par la rivalité entre Aceh et Johor, qui tentent tous deux de reprendre Malacca aux Portugais.
Comme les autres Européens, les Anglais cherchaient à avoir un accès direct aux régions productrices d'épices, l'archipel des Moluques. En 1591, James Lancaster obtient l'autorisation de la reine Elisabeth Ire d'entreprendre la première expédition anglaise vers l'archipel indonésien. Il se rend en Aceh et à Penang, dans le sultanat de Kedah, mais le voyage est une catastrophe. La Compagnie anglaise des Indes orientales est fondée en 1600.
Alliés à Johor, qui espère reconquérir Malacca, les Hollandais prennent à leur tour la ville en 1641. Pour assurer leur approvisionnement en étain, ils passent ensuite une série d'accords commerciaux avec plusieurs États de la péninsule, dont Kedah en 1642, Ujung Salang en 1643 et Perak, où ils établissent un poste. En 1651, la garnison de Perak est attaquée et détruite par les Malais. En 1660, la VOC abandonne Ujung Salang.

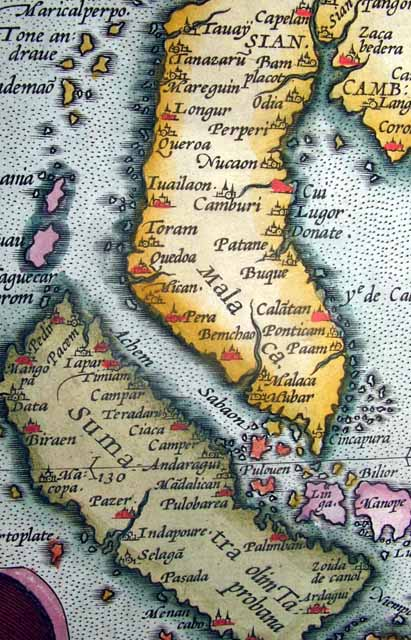
Abraham Ortelius, 1603
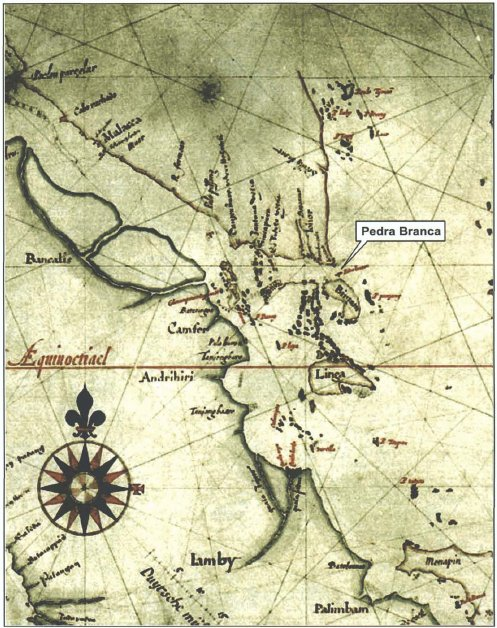
Hessel Gerritsz, 1620
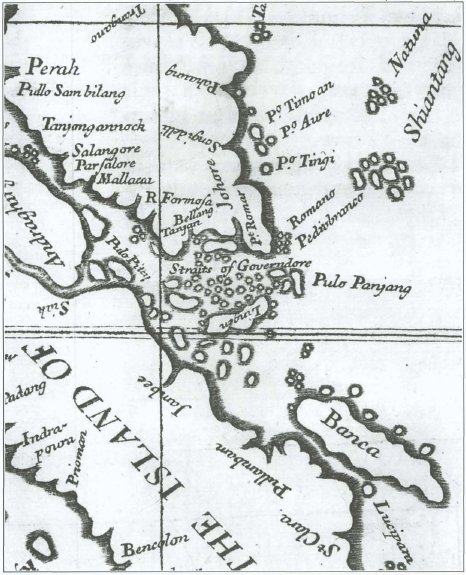
Hamilton, 1727
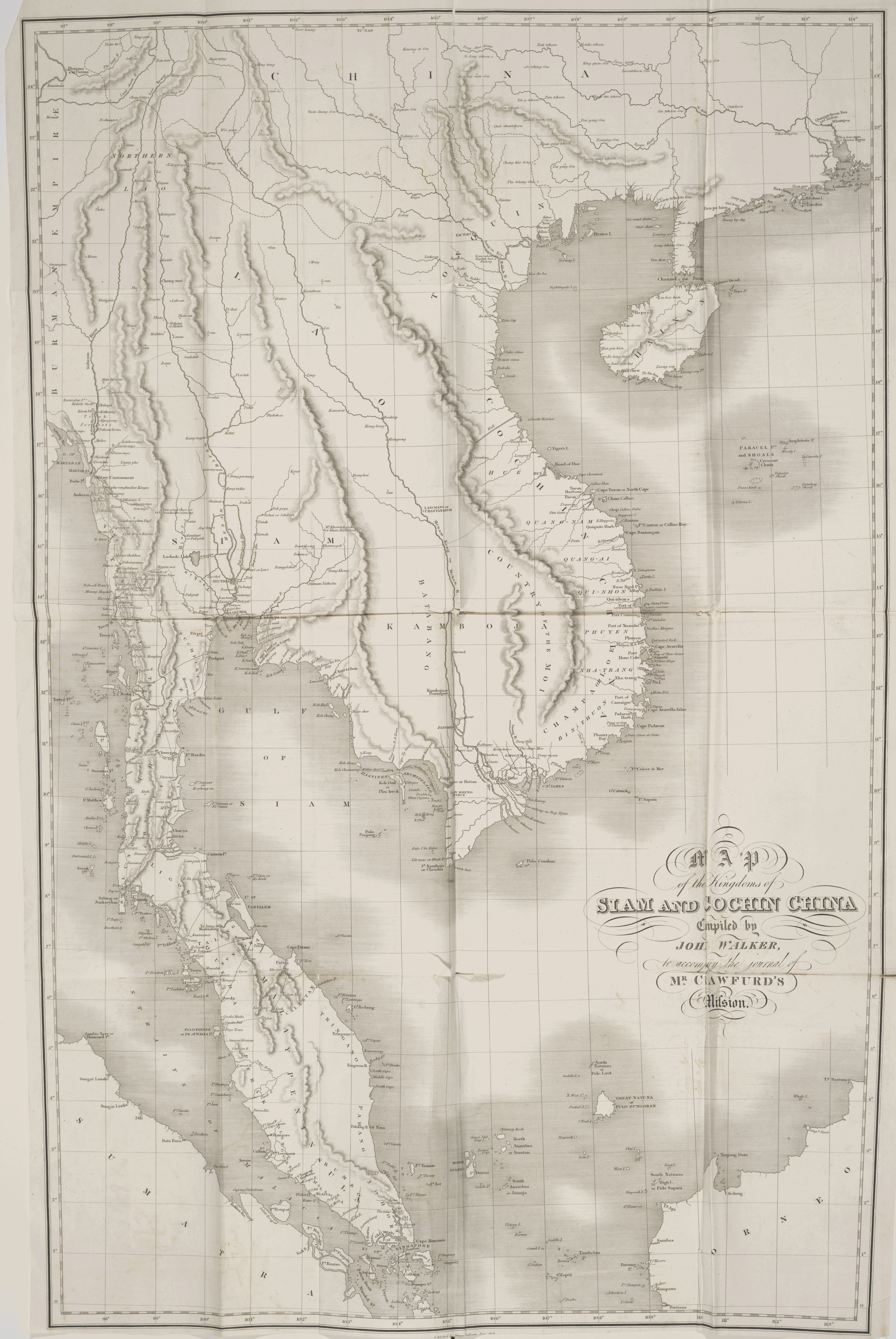
Carte d'Asie du Sud-Est, 1828
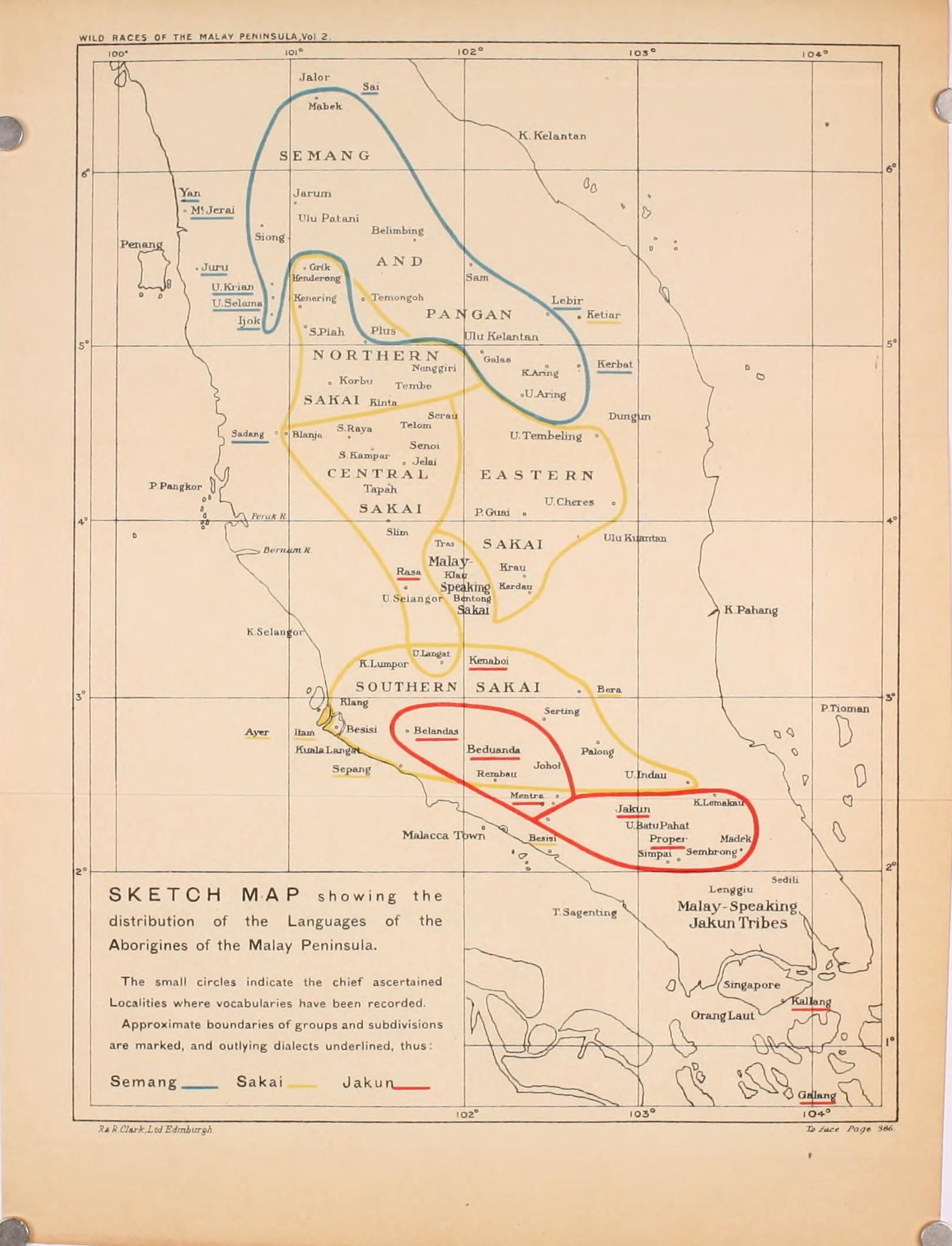
Populations

- Conflits Malais-Portugais (en) (1509-1541)
- Prise de Malacca (1511)
- Malacca portugaise (en) (1511-1641)
- Siège de Johor (1587) (en)
- Siège de Malacca (1606)
- Luso-Asiates (en) (37 000 en Malaisie), Kristangs (en) (Créoles portugais de Malacca)

## L'implantation britannique (XVIIIeetXIXesiècles)
Le XVIIIe siècle est caractérisé par les visées des Birmans du royaume d'Ava et des Siamois du royaume d'Ayutthaya sur la péninsule Malaise, dont ils ne sont séparés que par l'isthme de Kra. À l'époque, le sultanat de Terengganu est vassal du royaume de Siam. Le sultan de Kedah cède Penang à la Compagnie anglaise des Indes Orientales en 1786 en échange d'une protection militaire contre la menace birmane et siamoise. Le capitaine Francis Light y fonde un poste militaire et un comptoir commercial.
La Compagnie passe en 1761 un accord avec le sultanat de Sulu (dans le sud des Philippines actuelles), qui en 1703 avait obtenu du sultan de Brunei, en reconnaissance d'une aide pour combattre une rébellion, des territoires dans le nord de Bornéo. Les Anglais y établissent un comptoir.
En 1795, Guillaume V d'Orange-Nassau, dernier stathouder des Provinces-Unies, se réfugie en Angleterre devant l'invasion des armées françaises. D'Angleterre, il envoie une série d'instructions à ses administrateurs pour qu'ils cèdent les territoires néerlandais à l'Angleterre. Les Anglais occupent Malacca.
En 1819[réf. nécessaire], Thomas Stamford Raffles, lieutenant-gouverneur de Bengkulu dans le sud de Sumatra, établit un comptoir commercial à la pointe sud de la péninsule. Raffles négocie avec le sultan de Johor et obtient la cession de l'île de Temasek, où il fonde Singapour en 1819. Le développement de cette nouvelle colonie dépasse très rapidement celui de Penang.

Évolution de la Malaisie 1800-2000

En 1821, le Siam envahit Kedah et crée le sultanat de Perlis en le détachant de Kedah.
Par le Traité de Londres de 1824, les Hollandais cèdent finalement Malacca aux Anglais. Ce traité consacre la division du monde malais en deux parties, entre les futures Malaisie et Indonésie.
En 1826 Malacca, Penang et Singapour, sous le nom de Straits Settlements (« Établissements des détroits »), sont placés sous l'administration de la Compagnie britannique des Indes orientales, dont le siège est à Calcutta dans les Indes britanniques. Le sultanat de Johor, qui avait conservé le siège de son gouvernement à Singapour, le réinstalle sur la péninsule.
En 1839 un Anglais du nom de James Brooke (1803-68) achète, avec son modeste héritage, un yacht qu'il arme et avec lequel il part pour Singapour. De là, il se rend à Bornéo en quête d'aventure. Il se met au service d'un prince du sultanat de Brunei, en proie à une guerre civile. En 1841, il est récompensé en étant nommé raja (gouverneur) de la région de Kuching. C'est le point de départ d'un extraordinaire empire privé que Brooke et ses deux successeurs, les raja blancs, étendent.
Jusqu'en 1841, le nord de la Malaisie faisait partie du diocèse de Siam (aujourd'hui Thaïlande), diocèse confié aux Missions étrangères de Paris (MEP). En 1841, le Pape Grégoire XVI confia à cette même société missionnaire française le reste du territoire de la Malaisie. Ainsi, les missionnaires catholiques assuraient une présence continue de Bangkok jusqu'à Singapour. La présence de catholiques romains à Penang remonte à l'origine de la colonie. Dès 1810, des paroisses catholiques étaient desservies par des missionnaires des MEP. La compagne du capitaine Francis Light, Martina Rozell, était elle-même catholique. Et c'est parmi les Eurasiens catholiques que l'administration coloniale britannique recrute ses premiers fonctionnaires et administrateurs.
L'administration des colonies est transférée à Londres en 1867. À cette époque, l'attitude des Britanniques à l'égard des États malais devient plus agressive. En l'espace de dix ans la plupart de la côte occidentale de la péninsule est tombée sous influence britannique.
Au début du XIXe siècle, les guerres napoléoniennes avaient entraîné une récession de l'activité des Européens en Asie du Sud-Est. Elle permet aux marchands musulmans, Malais du détroit de Malacca et des côtes de Bornéo et habitants de Sulu et de Mindanao, de développer de nouveau un commerce actif. Avec la fin des guerres napoléoniennes, les Européens retrouvent leurs ambitions dans la région. L'antagonisme est inévitable avec le commerce musulman. Cette période a donné naissance à l'image du « pirate malais » dont les romans de Joseph Conrad (1857-1924) ou de  Emilio Salgari (1862-1911) se font encore l'écho à la fin du XIXe siècle.
Les négociants de ces comptoirs ont vu le gouvernement britannique intervenir dans leurs affaires, notamment dans les États malais producteurs d'étain. Les sultans malais refusaient que leurs sujets soient employés par les étrangers. L'administration britannique doit donc recourir à l'immigration de main d'œuvre. Des milliers de coolies venus de Chine travaillèrent dans les mines puis rapidement s'établirent comme négociants. L'exploitation des palmeraies nécessita l'importation d'Indiens venu surtout du Sud de l'Inde. Les Indiens du Nord furent choisis comme suppléants de l'administration et de la police. Cette politique explique la diversité des populations dans la Malaisie d'aujourd'hui.
Ces politiques racistes et classistes furent rapidement dénoncées. À la suite des perturbations créées par les sociétés secrètes chinoises et la guerre civile, la diplomatie britannique de la canonnière a dû être utilisée pour parvenir à une résolution qui a favorisé les négociants.

## Le protectorat britannique

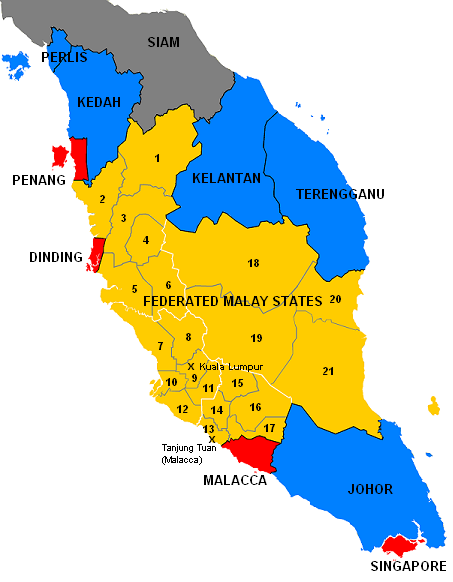
Les différents statuts en 1922 des futurs états fédérés malais : les États malais fédérés et leurs districts (en jaune), les États malais non fédérés (en bleu) et les Établissements des détroits (en rouge).

Finalement, en 1874, les Britanniques signent le traité de Pangkor avec le sultanat de Perak, où ils installent un resident. C'est le début de l'intervention britannique dans les affaires des États malais. Les Britanniques installent également des residents dans les sultanats du Negeri Sembilan et de Selangor.
En 1877, le sultan de Sulu (sud des actuelles Philippines) donne en bail à la British North Borneo Chartered Company ses possessions dans le nord de Bornéo. La compagnie prend en charge l’administration de ce territoire, ainsi que d'autres obtenus du sultan de Brunei, en 1881. Bornéo du Nord devient protectorat britannique en 1888. Cette même année, les Britanniques nomment un resident auprès du sultan de Pahang.
Ils poussent les sultans de Negeri Sembilan, Pahang, Perak et Selangor à former les États malais fédérés (Federated Malay States) en 1896, sous la tutelle d'un haut-commissaire britannique installé à Singapour, qui est également gouverneur des trois colonies ou Straits Settlements.
Perlis, Kedah, Kelantan et Terengganu, sont toujours vassaux du Siam. Dans ces sultanats, qu'avec Johor les Britanniques appellent « États malais non fédérés », ils détachent des « conseillers », mais pas à Johor. Kelantan devient à son tour vassal du Siam en 1900. Par le traité anglo-siamois de 1909, le Siam cède finalement Kedah, Kelantan, Perlis et Terengganu à la Grande-Bretagne. En 1910, les Britanniques détachent enfin un « conseiller » auprès du sultan de Johor. Les neuf États malais de la péninsule sont désormais sous protectorat britannique.
Cette colonie se révèle importante, non seulement du point de vue stratégique, mais aussi sous l'angle économique en raison de ses ressources. Après la Première Guerre mondiale, la Malaisie deviendrait le plus gros producteur mondial de caoutchouc naturel.

Éléphants au bain, Perak, 1900c
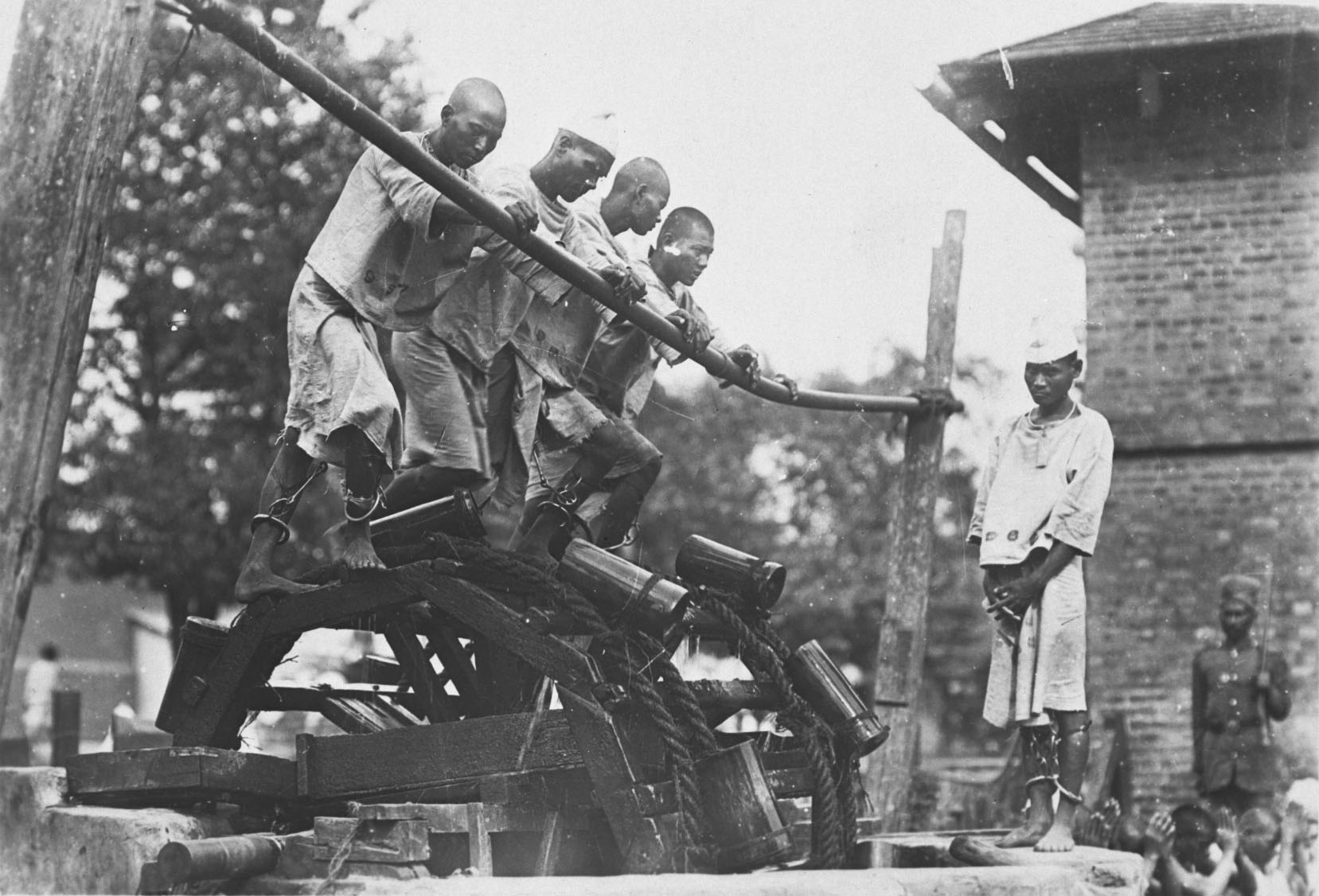
Irrigation, Malaisie, 1905-1925
Bateaux-maisons, Perak, 1900c
Kuala Lumpur, 1900
Spectacle danse-théâtre, Perak, 1903

- Malaisie britannique (1826-1957)
- Bornéo britannique (en) (1840c-1880), dont Bornéo du Nord (1882-1963)
- Établissements des détroits (1826-1946) : détroit de Malacca, détroit de Singapour, Penang (Île de Penang et ports, ex-Kedah), puis Manjung  (Dinding, Île de Pangkor, Perak)

## Rupture de la Seconde Guerre mondiale (1941-1945)

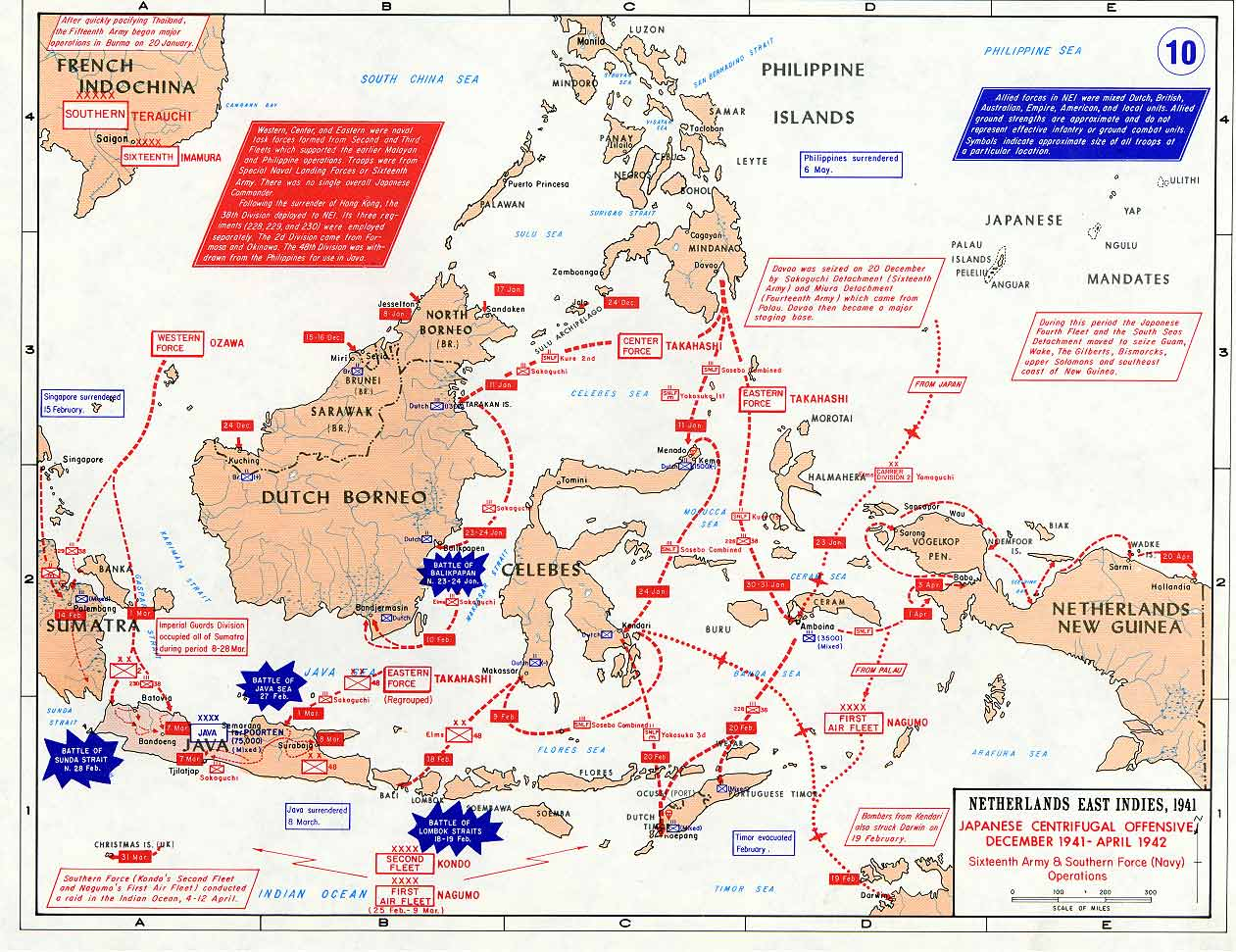
Pacifique-Ouest 1941

- Expansionnisme du Japon Shōwa (1926-1945)
- Sphère de coprospérité de la Grande Asie orientale
- Théâtre du Pacifique de la Seconde Guerre mondiale (1941-1945)
- Seconde guerre sino-japonaise (1937-1945)
- Théâtre du Pacifique Sud-Ouest de la Seconde Guerre mondiale (1941-1945)
- Campagne de Malaisie (1941-1942), Rejimen Askar Melayu DiRaja (Royal Malay Regiment, 1933)
- Invasion japonaise de la Malaisie (1941)
- Occupation japonaise de la Malaisie (1941-1945), dont collaboration, résistance passive, incidents, massacres de suspects, internements
- Mouvement de résistance anti-japonaise en Malaisie pendant la Seconde Guerre mondiale (en)
  - dont le groupe paramilitaire Malayan Peoples' Anti-Japanese Army (1942-1945, MPAJA), en partie du Parti communiste malais, en partie de Force 136 (Special Operations Executive, SOE, britannique)
- Crimes de guerre du Japon Shōwa, Tribunal militaire international pour l'Extrême-Orient (1946)
- Insurrection communiste malaise (1948-1960)
- Union malaise (1946-1948), Fédération de Malaisie (1948-1963), Malaisie (1963-présent)

## Genèse de la Malaisie (1945-1970)
Après l'invasion japonaise et la période d'occupation qui s'est ensuivie durant la Seconde Guerre mondiale, le sentiment d'indépendance est devenu de plus en plus populaire, encouragé par l'insurrection communiste malaise  (1948-1960). En 1946, les Britanniques réunissent les neuf États et les "British Settlements" de Malacca et Penang en une seule colonie, l'« Union malaise » (Malayan Union). Cette Union n'inclut donc pas Singapour, que les Britanniques avaient pourtant jusque-là considéré comme une partie de la Malaisie. On peut penser que sa population, à 80 % chinoise, refusait la prépondérance malaise dans une telle union.
Cette même année, le protectorat de Bornéo du Nord devient colonie de la Couronne. Charles Vyner Brooke, petit-neveu de James, abdique et Sarawak devient aussi colonie de la Couronne.
Devant l'opposition des nationalistes malais, l'Union est dissoute et remplacée en 1948 par une « fédération de Malaisie » (en anglais Federation of Malaya, en malais Persekutuan Tanah Melayu), qui rétablit la position symbolique des souverains des États malais. Au sein de cette fédération, les États malais sont des « protectorats » du Royaume-Uni, alors que Malacca et Penang restent des « colonies » de la couronne. La fédération impose une citoyenneté unique, afin de s'assurer la loyauté des Chinois et d'Indiens suspectés d'un patriotisme très mesuré.
En décembre 1948, 24 villageois sont exécutés par les troupes britanniques.

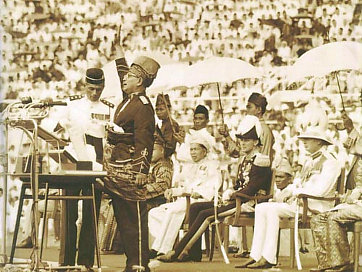
Tunku Abdul Rahman proclame l'indépendance de la Malaisie le 31 août 1957.

La fédération de Malaisie devient indépendante dans le cadre du Commonwealth en 1957. En 1963, la fédération s'associe aux colonies britanniques de Singapour, Bornéo du Nord (renommé Sabah) et Sarawak pour former une nouvelle fédération appelée Malaysia (en français toutefois, le nom de « Malaisie » a été conservé pour désigner la nouvelle fédération). Singapour se sépare de la Malaysia en 1965 pour devenir une république indépendante.
- Accord relatif à la Malaisie de 1963 (conçu en 1961, ratifié en 1963 : décolonisation, autodétermination, référendum...)
- Malaysia Act 1963 (en) (Parlement britannique)
- Singapour dans la fédération de Malaisie (en) (1963-1965)
- Proclamation de Singapour (1965)
- Liste de mouvements séparatistes en Malaisie (en)

### Confrontation Indonésie-Malaisie (1962-1966)
- Konfrontasi

De 1959 à 1962, les Britanniques, la Malaisie, Singapour, Sabah et Sarawak négocient en vue de créer une fédération élargie. Ce projet est dénoncé par le président indonésien Soekarno, qui déclare que la Malaisie est une création fantoche des Britanniques qui accroît leur contrôle sur la région, menaçant l'indépendance de l'Indonésie. De leur côté, les Philippines revendiquent Sabah, sous prétexte que ce territoire avait appartenu au sultanat de Sulu au XVIIIe siècle. Les deux pays s'appuient sur une opinion anti-fédération répandue au Sarawak et à Brunei.
À Brunei, une révolte éclate le 8 décembre 1962, soutenue par l'Indonésie. Des troupes britanniques et gurkhas stationnées à Singapour sont envoyées. Le commandant des rebelles est capturé le 17 avril 1963 et la rébellion prend fin. Aussitôt, des « volontaires » indonésiens pénètrent au Sarawak et à Sabah, se livrant à des attaques et des actions de sabotage et de propagande. Le 27 juillet, Soekarno déclare qu'il va « écraser la Malaisie » (« Ganyang Malaysia »). Mi-1965, les forces armées indonésiennes franchissent la frontière en direction de la partie orientale de l'île de Sebatik près de Tawau au Sabah. L'escalade vers un conflit ouvert de plus grande ampleur ne fut probablement évitée qu'en raison de l'accroissement des tensions politiques internes en Indonésie.

### Crise de 1969-1971
La crise du 13 mai 1969 est un massacre marquant le début des émeutes raciales sino-malaisiennes à Kuala Lumpur. Ces émeutes qui se sont prolongé ont obligé le gouvernement à déclarer l'état d'urgence national et à suspendre le parlement jusqu'à 1971.
Officiellement, 196 personnes ont été tuées entre le 13 mai et le 31 juillet, bien que les journalistes et d'autres observateurs estiment que le nombre de victimes est bien plus important. Le gouvernement justifie par la volonté d'éviter de tels incidents sa politique d'après 1969, comme la « New Economic Policy » (NEP).
La division ethnique est un fait dans la Fédération de Malaisie (1948-1963) (Malaisie britannique 1826-1957)
La diaspora chinoise en Malaisie, Chinois de Malaisie ou sino-malaisiens, représente une minorité, au départ confinés dans les Établissements des détroits (1826-1946, Penang, Singapour et Malacca).
L'insurrection communiste en Malaisie (1968-1989) (en) (ou deuxième état d'urgence, 1969-1989) oppose le Parti communiste malais (Malayan Communist Party, MCP, 1930-1989, marxiste-léniniste, anti-impérialiste) et les forces de sécurité de la Fédération de Malaisie.

## Au-delà des lignes ethniques? (1969-1980)

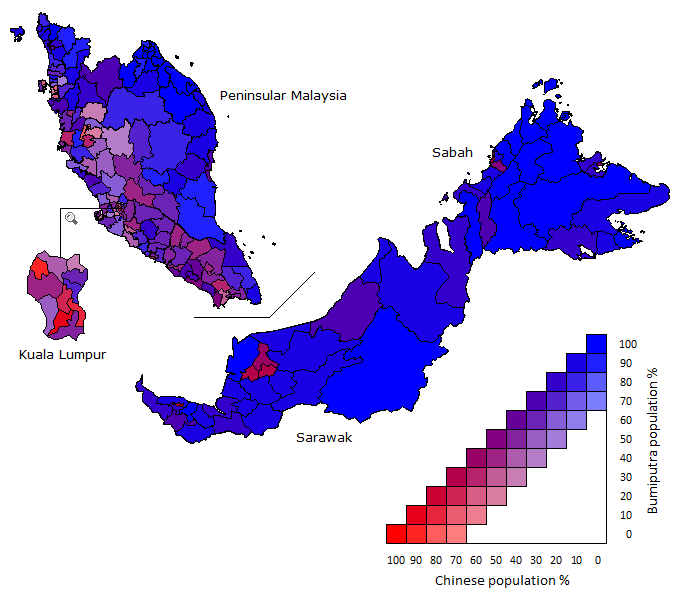
Carte de la répartition des votes ethniques lors des élections législatives de 2008.

L'UMNO (United Malay National Organisation, qui regroupait l'ensemble des partis malais), la MCA (Malayan Chinese Association, son équivalent chinois) et la MIC (Malayan Indian Congress des Indiens) avaient formé en 1955 une coalition baptisée « Alliance ». Mais les années 1960 sont marquées par une montée des tensions entre une majorité malaise pauvre et une minorité chinoise détenant les clés du commerce. En 1969, l'échec électoral de l’Alliance est suivi d'émeutes raciales à Kuala Lumpur. Le gouvernement déclare l’état d’urgence.
Afin de sortir des clivages ethniques et économiques, le gouvernement lance en 1970 la New Economic Policy ("nouvelle politique économique") ou NEP avec pour objectif à 20 ans d' :
- élever la part de l’actionnariat des Bumiputera (« fils du sol », c'est-à-dire les Malais) de 2 à 30 %, des autres Malaisiens de 35 à 40 %, réduire celle des étrangers de 63 à 30 % ;
- éliminer le lien entre ethnie et fonction économique ;
- éradiquer la pauvreté.

En 1990, le bilan de la NEP est mitigé, la part des Bumiputra n'est montée qu'à 20 %. Celle des autres Malaisiens a elle aussi augmentée, au lieu d'être réduite, passant à 55 %. Les grands perdants sont les étrangers, dont la part est tombée à 25 %.
Désormais le gouvernement prône l'unité nationale et souhaite promouvoir une nation « malaisienne » qui transcende les définitions actuelles (Malais, Chinois, Indiens, autres). L'une des raisons de l'adoption du nom de « Malaysia » lors de sa formation en 1963 était d'ailleurs de dépasser la référence ethnique de « Tanah Melayu » (« Malaisie »), nom de la Fédération jusqu'en 1963.
Cependant les politiques de discrimination positive basées sur des critères ethniques démentent cette aspiration.

## Période Mahathir Mohamad (1981-2003)
La période Mahathir Mohamad (1981-2003) est marquée par deux décennies de leadership incontesté en Malaisie. Sous sa direction, le pays a connu une transformation économique et sociale sans précédent. Mahathir a été un fervent défenseur du développement industriel et technologique, mettant en place des politiques visant à moderniser l'économie malaisienne. Ses efforts ont contribué à faire de la Malaisie l'une des économies émergentes les plus dynamiques d'Asie.
Durant son mandat, Mahathir a mis l'accent sur l'autosuffisance et l'indépendance économique. Il a lancé des initiatives ambitieuses telles que le Plan Vision 2020, visant à transformer la Malaisie en une nation industrialisée à revenu élevé. Ses politiques de développement ont favorisé la croissance des secteurs manufacturier, financier et des technologies de l'information, renforçant ainsi la compétitivité de l'économie malaisienne sur la scène mondiale.
De plus, Mahathir a joué un rôle majeur dans le développement des infrastructures du pays, en mettant l'accent sur la construction de routes, de ponts, d'aéroports et d'autres installations clés. Ces investissements dans les infrastructures ont contribué à moderniser le pays et à stimuler la croissance économique.
En plus de ses réalisations économiques, Mahathir a également joué un rôle crucial sur la scène internationale. Il a été un acteur influent dans les forums régionaux et internationaux, plaidant pour les intérêts de la Malaisie et défendant les droits des pays en développement. Sa diplomatie active a renforcé la position de la Malaisie sur la scène mondiale et a contribué à accroître son influence régionale.

## 2018: la première alternance
Les élections législatives du 9 mai 2018 opposent le Front national (BN), dominé par l'UMNO, et l'Alliance de l'espoir (PH). Alors que le BN est emmené par le Premier ministre Najib Razak, la PH s'est choisi Mahathir Mohamad, au pouvoir entre 1981 et 2003, comme chef de file.
Au soir du scrutin, l'Alliance de l'espoir remporte 123 députés sur 222. S'assurant la majorité absolue à la Dewan Rakyat, la PH est ainsi la protagoniste de la première alternance politique depuis l'indépendance. Mahathir retrouve dès le lendemain ses anciennes fonctions de Premier ministre, qu'il s'engage à céder à Anwar Ibrahim — leader de l'opposition emprisonné jusqu'en juin  — dès sa libération.
Le 21 août 2021, Ismail Sabri Yaakob prête serment en tant que neuvième Premier ministre de Malaisie.

## Galerie de personnalités politiques
Gouvernement

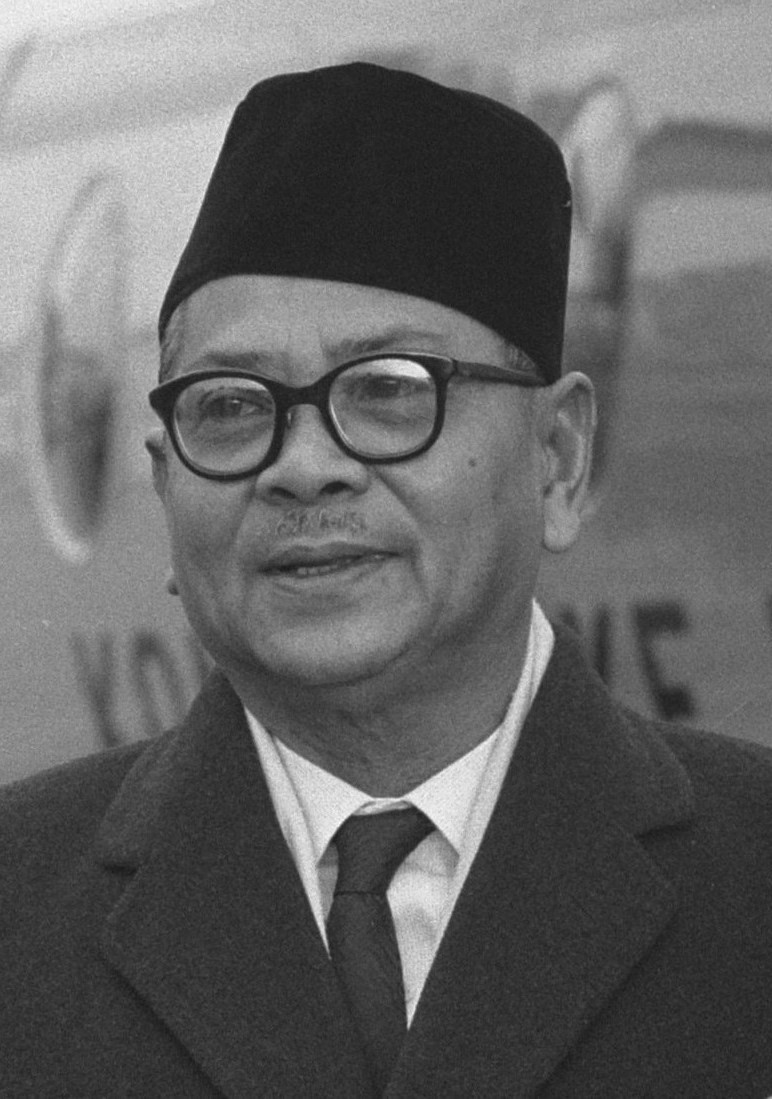
Tunku Abdul Rahman 1957-1970
Abdul Razak 1970-1976
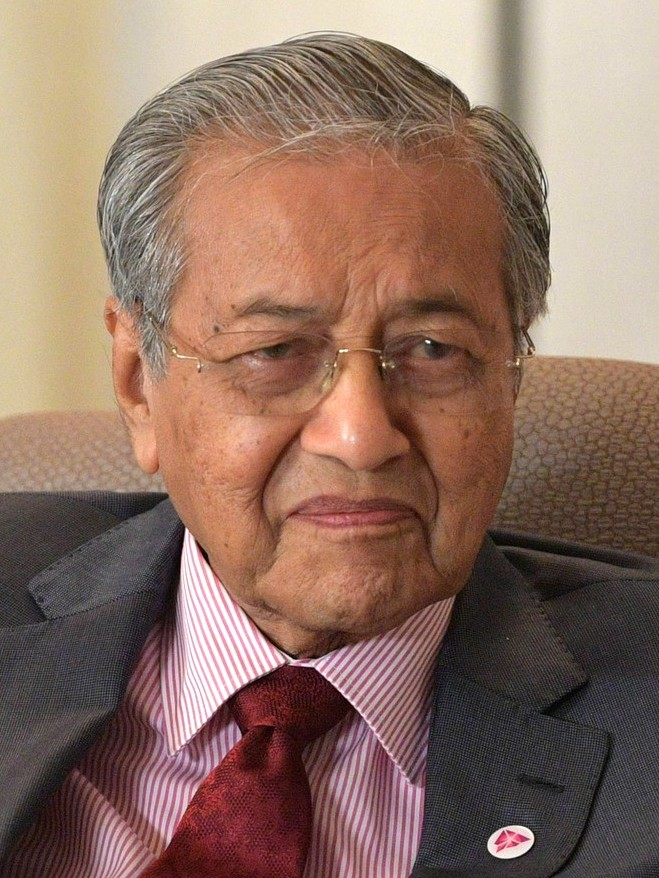
Mahathir Mohamad 1981-2003, 2018-2020
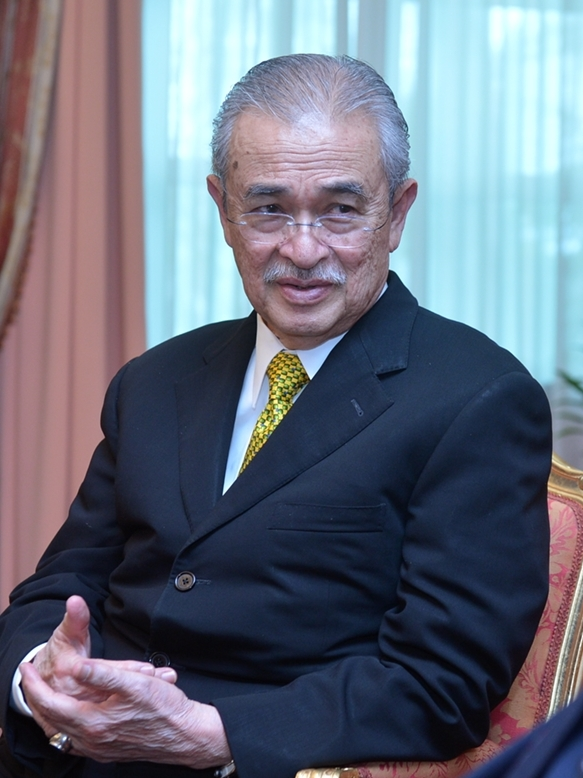
Abdullah Ahmad Badawi 2003-2009
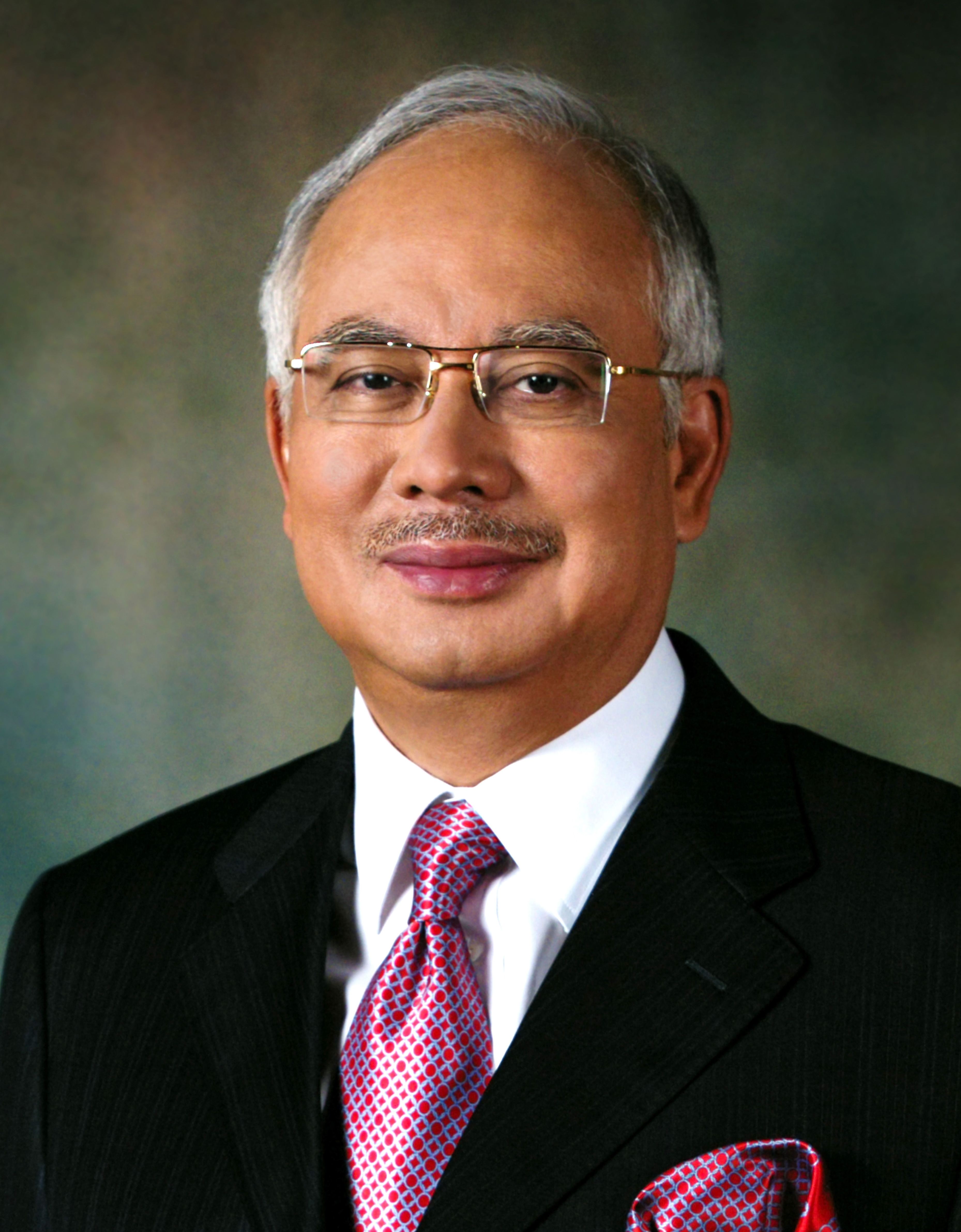
Najib Razak 2009-2018
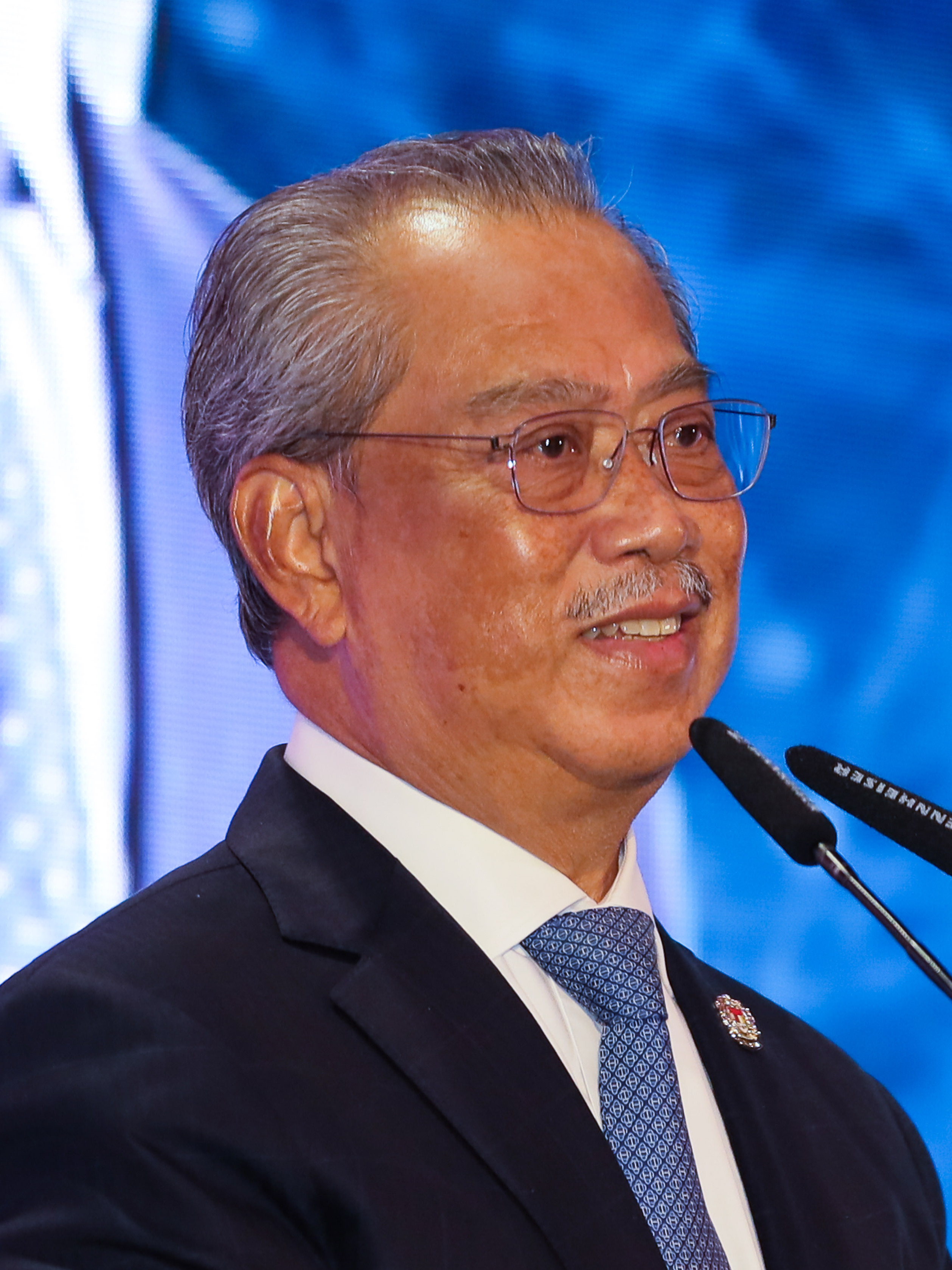
Muhyiddin Yassin 2020-2021
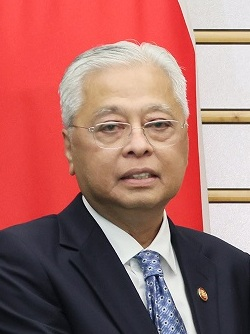
Ismail Sabri Yaakob 2021-2022
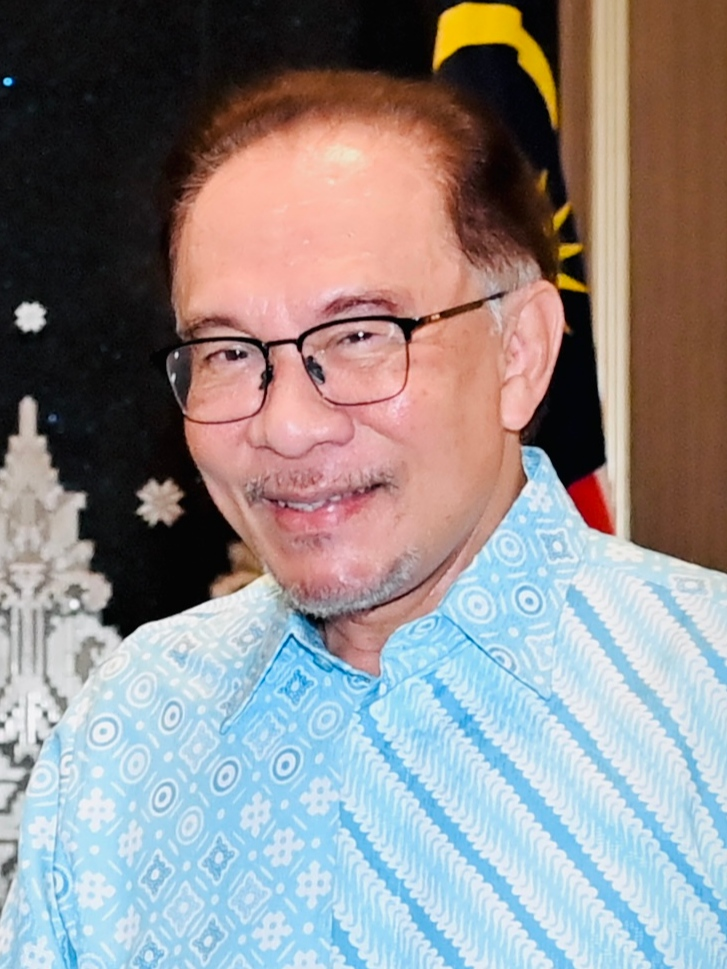
Anwar Ibrahim 2022-présent

Roi de Malaisie

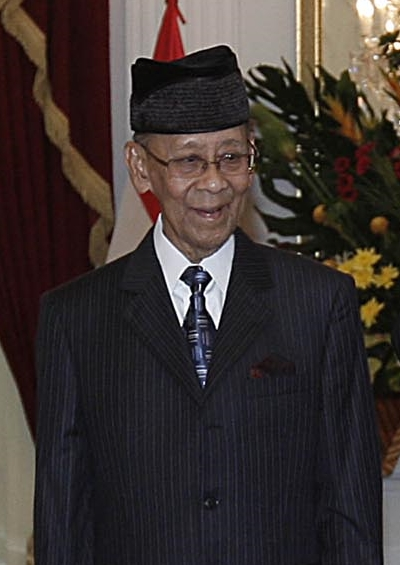
Abdul Halim Muadzam Shah 1970-1975 et 2011-2016
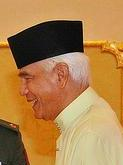
Azlan Muhibuddin Shah 1989-1994
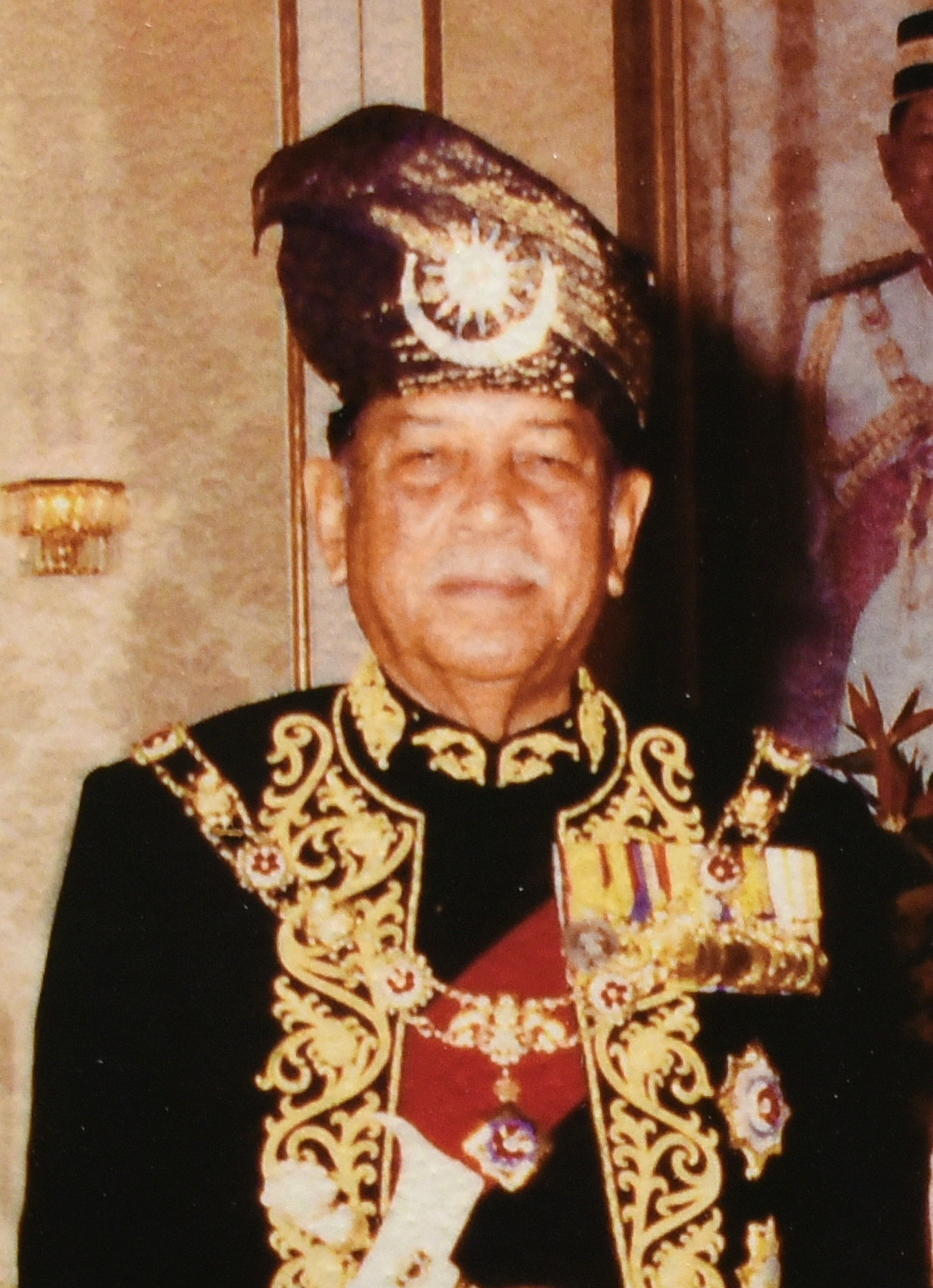
Jaafar (roi de Malaisie) 1994-1999
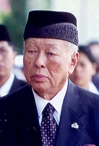
Salahuddin Abdul Aziz Shah 1999-2001
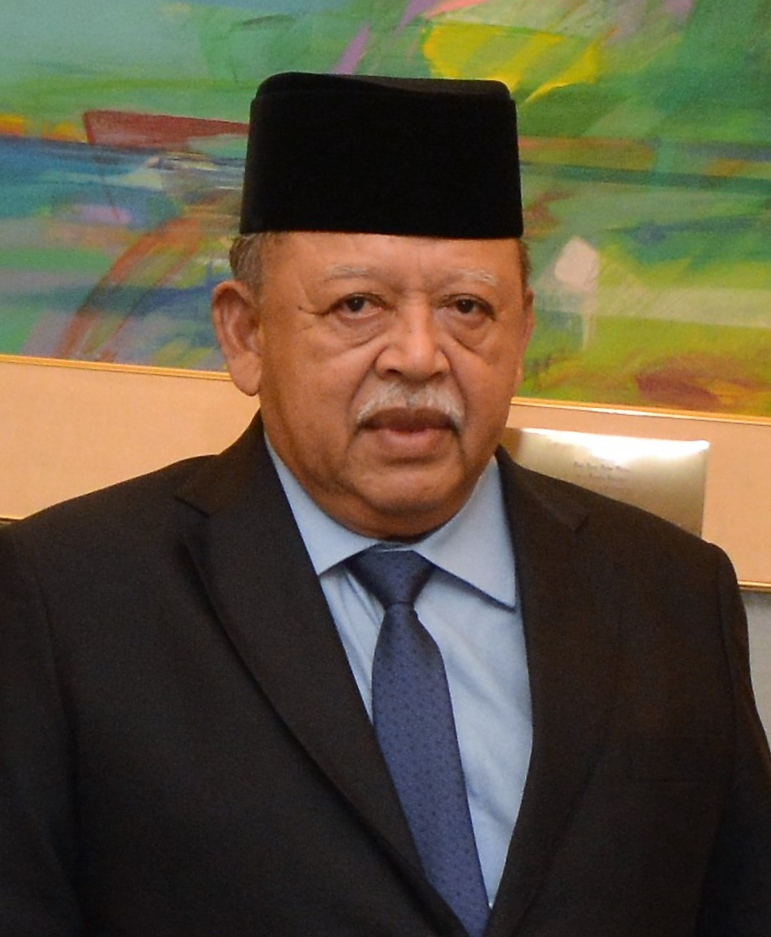
Sirajuddin (de Perlis) 2001-2006
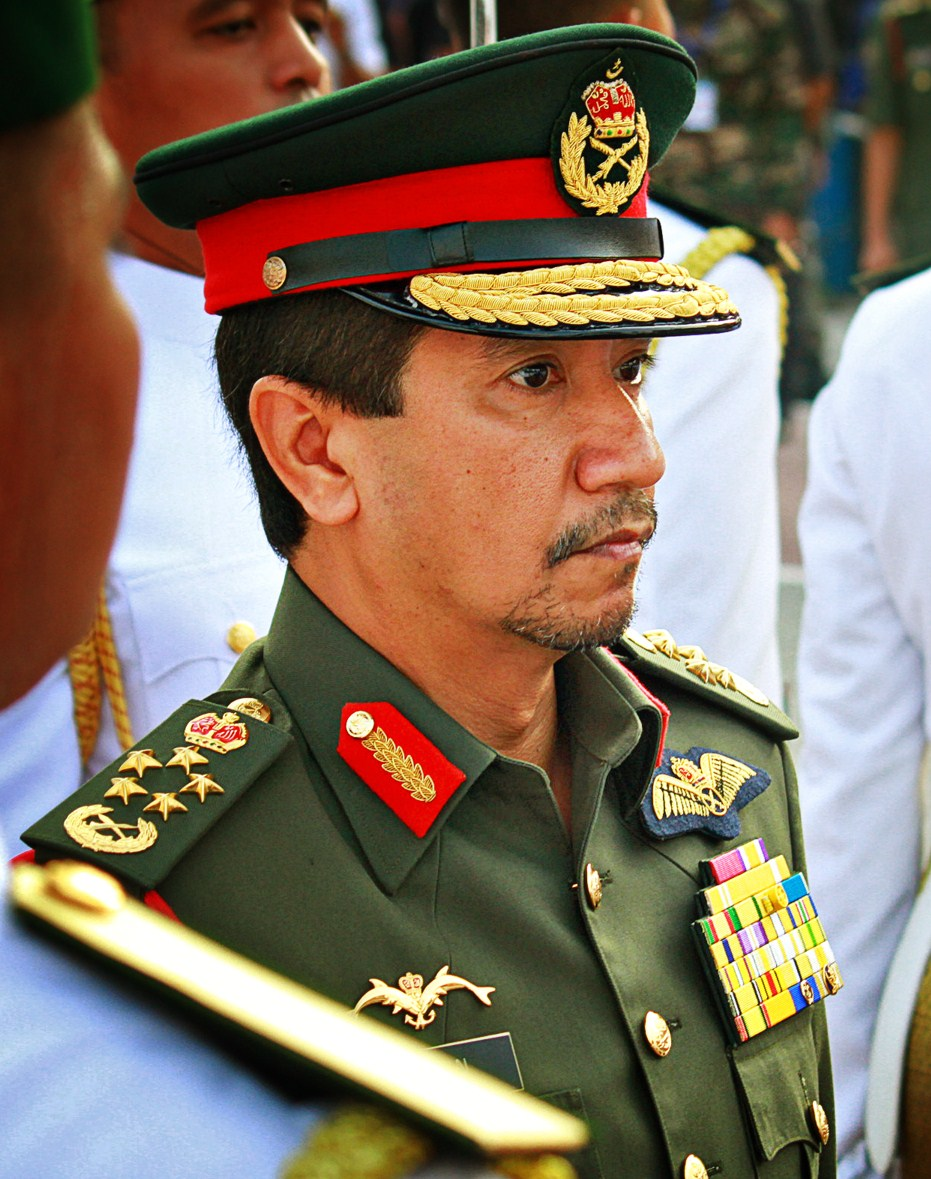
Mizan Zainal Abidin 2006-2011
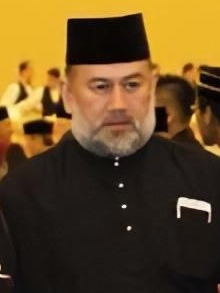
Muhammad Faris Petra 2016-2019
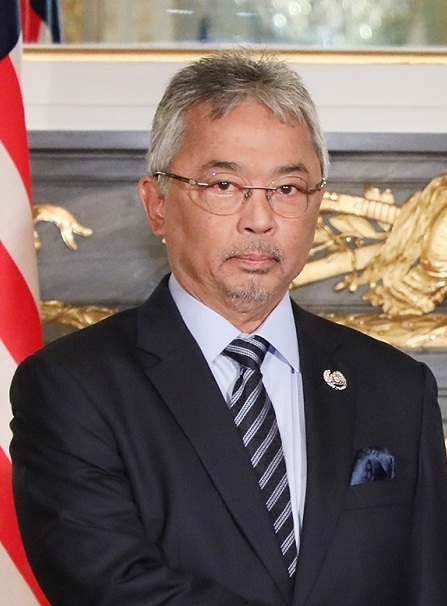
Abdullah Shah (roi de Malaisie) 2019-2024
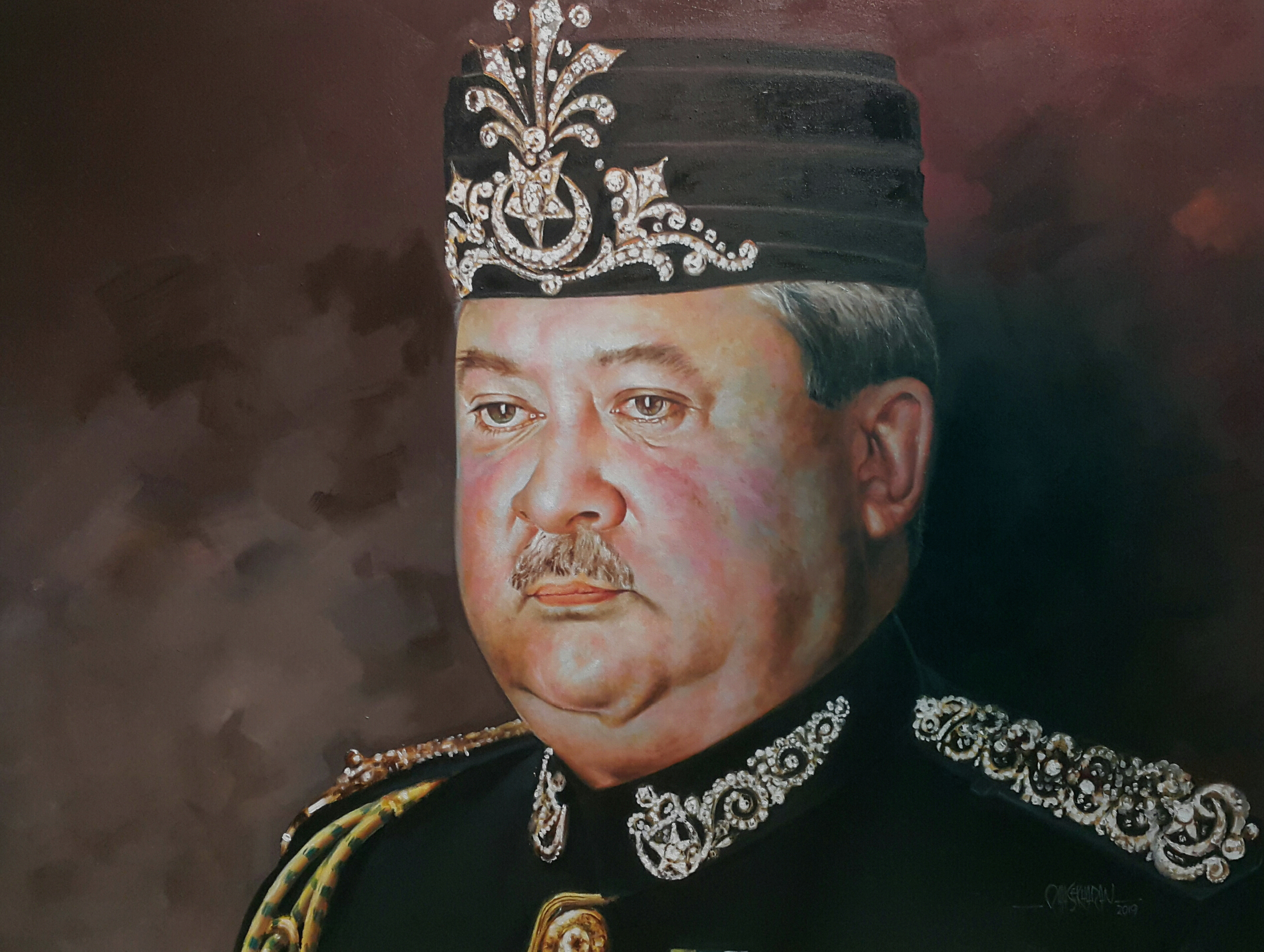
Ibrahim Ismail (roi de Malaisie) depuis le 31/01/2014

#### Chine
- Mer de Chine méridionale, piraterie en mer de Chine (depuis 1400 environ)
- Sphère culturelle chinoise, Grande Chine, politique d'une seule Chine, sinophonie (en)
  - Politique étrangère de la république populaire de Chine
  - Siècle chinois (nouvelle Pax sinica ?)
  - Conflit en mer de Chine méridionale
  - Association des nations de l'Asie du Sud-Est (1967, ASEAN)
    - ASEAN Free Trade Area (1992, AFTA), Zone de libre échange de l'ASEAN
    - ASEAN plus trois (1997, Chine / Japon / Corée du Sud)
    - Sommet de l'Asie orientale (2005, EAS)

  - Conflit en mer de Chine méridionale (2000-)
  - Organisation de coopération de Shanghai (2001, OCS)
  - Nouvelle route de la soie (2013)
  - Route de la soie maritime du 21e siècle (en)
  - Stratégie du collier de perles
  - Grande muraille de sable (2014-)